# Ngành Chân đốt
Động vật Chân khớp hay Động vật Chân đốt là những động vật không có xương sống, có một bộ xương ngoài (bộ xương vĩnh viễn), một cơ thể chia đốt và những đốt phụ, thuộc Ngành Chân khớp (Arthropoda) (từ tiếng Hy Lạp ἄρθρον arthron, "khớp", và ποδός podos "chân", nghĩa là "chân khớp"). Ngành này gồm 4 phân ngành (Hexapoda, Chelicerata, Myriapoda và Crustacea) chia thành 15 lớp, và có hơn 1 triệu loài được mô tả, khiến chúng chiếm trên 80% tất cả các động vật được tìm thấy, và là một trong hai nhóm động vật thực sự sinh sống được ở môi trường khô – nhóm khác là động vật có màng ối. Chúng có kích thước từ rất nhỏ như sinh vật phù du cho đến chiều dài vài mét.

## Miêu tả

### Đa dạng
Ước tính có khoảng 1.170.000 loài động vật chân khớp đã được miêu tả, và chúng chiếm hơn 80% tất cả các loài động vật còn sống đã được biết đến. Một nghiên cứu khác ước tính rằng có khoảng từ 5 đến 10 triệu loài còn tồn tại, bao gồm đã miêu tả và chưa miêu tả. Ước tính tổng số loài còn sống là cực kỳ khó khăn do nó thường phụ thuộc vào một loại các giả thiết để mở rộng quy mô tính toán ở từng khu vực đặc biệt nhân lên cho toàn thế giới. Một nghiên cứu năm 1992 ước tính có 500.000 loài động vật và thực vật ở Costa Rica, trong đó có 365.000 loài là động vật chân khớp. 5 bộ động vật có độ đa dạng lớn nhất đều thuộc ngành này, theo thứ tự từ cao xuống thấp (chỉ tính các loài đã được mô tả và nghiên cứu khoa học) bao gồm bộ Cánh cứng (gần 400000 loài) bộ Cánh vẩy (gần 180000 loài) bộ Cánh màng (xấp xỉ 150000 loài) bộ Hai cánh (125000 loài được mô tả), bộ Cánh nửa (95000 loài được đặt danh pháp); bộ lớn nhất là bộ Cánh cứng thậm chí còn đa dạng hơn giới Thực vật vì giới thực vật mới chỉ ghi nhận 350000 đến 380000 loài trong khi bộ Cánh cứng 400000 loài!
Chúng là các sinh vật quan trọng trong các hệ sinh thái biển, nước ngọt, đất liền và trong không khí, và là một trong hai nhóm động vật chính đã thích nghi trong các môi trường khô; nhóm còn lại là amniote, là những loài còn sống là bò sát, chim và thú. Một phân nhóm động vật chân khớp là côn trùng, đây là nhóm có nhiều loài nhất trong tất cả các hệ sinh thái trên cạn và nước ngọt. Loài côn trùng nhẹ nhất có khối lượng nhỏ hơn 25 microgram, trong khi loài nặng nhất hơn 70 gram. Một số loài giáp xác thì có kích thước lớn hơn nhiều; như chân của các loài cua nhện Nhật Bản có thể dài đến 4 mét.

## Tiến hóa

### Di chỉ hóa thạch

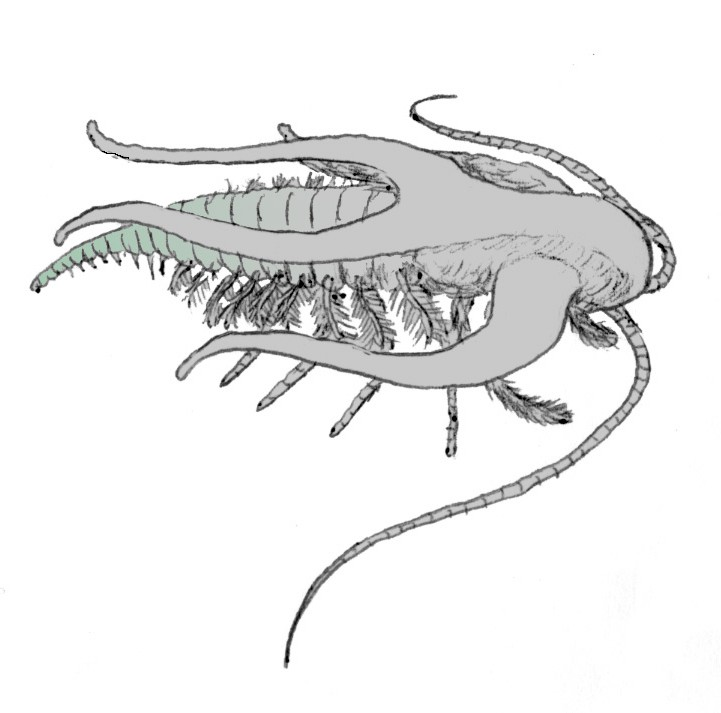
Marrella, một trong những động vật chân khớp khó hiểu từ Burgess Shale.

Người ta cho rằng các động vật Ediacaran Parvancorina và Spriggina cách đây khoảng 555 triệu năm là các động vật chân khớp. Các động vật chân khớp nhỏ có vỏ sống như động vật hai mảnh vỏ đã được tìm thấy trong các lớp hóa thạch đầu kỷ Cambri từ 542 đến 540 triệu năm ở Trung Quốc. Các hóa thạch bọ ba thùy tuổi Cambri sớm nhất là 530 triệu năm, nhưng lớp này đã từng khác đa dạng và phân bố toàn cầu. Các cuộc kiểm tra lại các hóa thạch trong đá phiến sét Burgess thập niên 1970 có tuổi 505 triệu năm đã xác định có một số loài động vật chân đốt, một số loài trong có không thể xếp vào bất kỳ nhóm nào đã từng được nhận dạng, và do đó đã nổ ra các cuộc tranh luận về sự bùng nổ kỷ Cambri. Hóa thạch của Marrella trong đá phiến sét Burgess Shale đã cung cấp bằng chứng rõ ràng sớm nhất về sự lột xác.
Các hóa thạch giáp xác sớm nhất có tuổi khoảng 514 triệu năm trong kỷ Cambri, và tôm hóa thạch có tuổi khoảng 500 triệu năm. Hóa thạch giáp xác thường được tìm thấy từ kỷ Ordovic trở về sau. Chúng hầu hết sống hoàn toàn trong nước, có thể do chúng chưa bao giờ phát triển các hệ bài tiết để bảo tồn nước.

## Phân loại
|  | Cirripedia                                               |
|  |                                                          |
|  | \| \| Remipedia \| \| \| \| \| \| Collembola \| \| \| \| |
|  |                                                          |
|  | Remipedia                                                |
|  |                                                          |
|  | Collembola                                               |
|  |                                                          |

|  | Remipedia  |
|  |            |
|  | Collembola |
|  |            |

|  | \| \| Branchiopoda \| \| \| \| \| \| Cephalocarida \| \| \| \| \| \| Malacostraca \| \| \| \| |
|  |                                                                                               |
|  | Insecta                                                                                       |
|  |                                                                                               |
|  | Branchiopoda                                                                                  |
|  |                                                                                               |
|  | Cephalocarida                                                                                 |
|  |                                                                                               |
|  | Malacostraca                                                                                  |
|  |                                                                                               |

|  | Branchiopoda  |
|  |               |
|  | Cephalocarida |
|  |               |
|  | Malacostraca  |
|  |               |

|  | Cirripedia                                               |
|  |                                                          |
|  | \| \| Remipedia \| \| \| \| \| \| Collembola \| \| \| \| |
|  |                                                          |
|  | Remipedia                                                |
|  |                                                          |
|  | Collembola                                               |
|  |                                                          |

|  | Remipedia  |
|  |            |
|  | Collembola |
|  |            |

|  | \| \| Branchiopoda \| \| \| \| \| \| Cephalocarida \| \| \| \| \| \| Malacostraca \| \| \| \| |
|  |                                                                                               |
|  | Insecta                                                                                       |
|  |                                                                                               |
|  | Branchiopoda                                                                                  |
|  |                                                                                               |
|  | Cephalocarida                                                                                 |
|  |                                                                                               |
|  | Malacostraca                                                                                  |
|  |                                                                                               |

|  | Branchiopoda  |
|  |               |
|  | Cephalocarida |
|  |               |
|  | Malacostraca  |
|  |               |

|  | Cirripedia                                               |
|  |                                                          |
|  | \| \| Remipedia \| \| \| \| \| \| Collembola \| \| \| \| |
|  |                                                          |
|  | Remipedia                                                |
|  |                                                          |
|  | Collembola                                               |
|  |                                                          |

|  | Remipedia  |
|  |            |
|  | Collembola |
|  |            |

|  | \| \| Branchiopoda \| \| \| \| \| \| Cephalocarida \| \| \| \| \| \| Malacostraca \| \| \| \| |
|  |                                                                                               |
|  | Insecta                                                                                       |
|  |                                                                                               |
|  | Branchiopoda                                                                                  |
|  |                                                                                               |
|  | Cephalocarida                                                                                 |
|  |                                                                                               |
|  | Malacostraca                                                                                  |
|  |                                                                                               |

|  | Branchiopoda  |
|  |               |
|  | Cephalocarida |
|  |               |
|  | Malacostraca  |
|  |               |

|  | Cirripedia                                               |
|  |                                                          |
|  | \| \| Remipedia \| \| \| \| \| \| Collembola \| \| \| \| |
|  |                                                          |
|  | Remipedia                                                |
|  |                                                          |
|  | Collembola                                               |
|  |                                                          |

|  | Remipedia  |
|  |            |
|  | Collembola |
|  |            |

|  | \| \| Branchiopoda \| \| \| \| \| \| Cephalocarida \| \| \| \| \| \| Malacostraca \| \| \| \| |
|  |                                                                                               |
|  | Insecta                                                                                       |
|  |                                                                                               |
|  | Branchiopoda                                                                                  |
|  |                                                                                               |
|  | Cephalocarida                                                                                 |
|  |                                                                                               |
|  | Malacostraca                                                                                  |
|  |                                                                                               |

|  | Branchiopoda  |
|  |               |
|  | Cephalocarida |
|  |               |
|  | Malacostraca  |
|  |               |

Ngành Arthropoda được phân thành 5 phân ngành, một trong số đó (Trilobitomorpha) đã bị tuyệt chủng:
1. Trilobitomorpha (Bọ ba thùy) là một nhóm động vật biển có số loài rất lớn trước đây đã biến mất trong sự kiện tuyệt chủng Permi-Trias, mặc dù chúng suy giảm trước khi bị tiêu diệt, giảm xuống còn một bộ trong sự kiện tuyệt chủng kỷ Devon.
2. Chelicerata (Chân Kìm) bao gồm nhện, rận, bọ cạp và các họ hàng của chúng. Chúng có đặc trưng bởi sự hiện diện của chelicerae, nằm chỉ bên trên hoặc trước miệng.
3. Myriapoda (Nhiều chân) bao gồm cuốn chiếu, rết, và các họ hàng của chúng và có nhiều khớp, mỗi khớp có một hoặc hai cặp chân.
4. Hexapoda (Sáu chân) bao gồm các loài côn trùng và có 3 bộ nhỏ bao gồm các loài giống như côn trùng với sáu chân ở ngực. Chúng đôi khi được gộp với myriapod, tạo thành nhóm Uniramia, tuy nhiên các bằng chứng gene cho thấy chúng có quan hệ gần gũi với lớp Sáu chân và Giáp xác.
5. Crustacea (Giáp xác) là nhóm động vật sống dưới nước nguyên thủy và đặc trưng bởi biramous phụ. Chúng bao gồm tôm hùm, cua, tôm nước ngọt, tôm và một số loài khác.

Bên cạnh các nhóm chính này, cũng còn một số nhóm hóa thạch, hầu hết từ đầu kỷ Cambri, chúng rất khó phân loại, hoặc vào nhóm thiếu quan hệ rõ ràng với các nhóm chính hoặc có quan hệ rõ ràng với nhiều nhóm chính. Marrella là nhóm đầu tiên được nhận dạng có sự khác biệt rõ ràng với các nhóm nổi tiếng.
Phát sinh loài của các nhóm động vật chân khớp còn tồn tại là một lĩnh vực đang được quan tâm và có nhiều tranh cãi. Các nghiên cứu gần đây nhất có khuynh hướng rằng giáp xác là cận ngành với các nhóm sáu chân khác được lồng trong nó. Myriapoda được nhóm cùng với Chelicerata trong một số nghiên cứu gần đây (tạo thành Myriochelata), và với Pancrustacea trong các nghiên cứu khác (tạo thành Mandibulata). Việc xếp các bọ ba thùy tuyệt chủng cũng là chủ đề tranh cãi.
Vì mã quốc tế về danh mục động vật học công nhận không có sự ưu tiên trên cấp họ, một số cấp phân loại cao hơn có thể được xem xét theo nhiều tên gọi khác nhau.